# Estádio Mineirão
Estadio Mineirão oficiálním názvem  Estádio Governador Magalhães Pinto je víceúčelový stadion v brazilském Belo Horizonte. Byl otevřen v roce 1965 a jeho kapacita je 61 846 diváků. Je domovem klubu Cruzeiro. Byl vystavěn pro Konfederační pohár FIFA 2013 a Mistrovství světa 2014, ale hostil také fotbalové zápasy OH 2016 a Copa América 2019.

## Konfederační pohár 2013
V roce 2013 se na stadionu v Belo Horizonte odehrály tři zápasy v rámci Konfederačního poháru FIFA, dva skupinové a jeden semifinálový.

###### Skupina A
| 22. června 2013 16:00 |        |                    |                                                                       |
| Japonsko              | 1:2    | Mexiko             | Estádio Mineirão, Belo Horizonte diváci: 52 690 rozhodčí: Felix Brych |
| Okazaki 87'           | Report | Hernández 55', 67' | Estádio Mineirão, Belo Horizonte diváci: 52 690 rozhodčí: Felix Brych |

###### Skupina B
| 17. června 2013 16:00 |        |                                                                         |                                                                        |
| Tahiti                | 1:6    | Nigérie                                                                 | Estádio Mineirão, Belo Horizonte diváci: 20 187 rozhodčí: Joel Aguilar |
| J. Tehau 54'          | Report | Vallar 5' (vl.) Oduamadi 10', 26', 76' J. Tehau 69' (vl.) Echiéjilé 80' | Estádio Mineirão, Belo Horizonte diváci: 20 187 rozhodčí: Joel Aguilar |

###### Semifinále
| 17. června 2013 16:00 |        |                                                                         |                                                                        |
| Tahiti                | 1:6    | Nigérie                                                                 | Estádio Mineirão, Belo Horizonte diváci: 20 187 rozhodčí: Joel Aguilar |
| J. Tehau 54'          | Report | Vallar 5' (vl.) Oduamadi 10', 26', 76' J. Tehau 69' (vl.) Echiéjilé 80' | Estádio Mineirão, Belo Horizonte diváci: 20 187 rozhodčí: Joel Aguilar |

## Mistrovství světa 2014
Během mistrovství světa ve fotbale 2014 se na Estadio Mineirão odehrálo 6 zápasů, čtyři skupinové a dva vyřazovací.

###### Skupina C
| 14. června 2014 18:00                   |        |       |                                                                       |
| Kolumbie                                | 3 : 0  | Řecko | Estádio Mineirão, Belo Horizonte diváci: 57 174 rozhodčí: Mark Geiger |
| Armero 5' Gutiérrez 58' Rodríguez 90+3' | Zpráva |       | Estádio Mineirão, Belo Horizonte diváci: 57 174 rozhodčí: Mark Geiger |

###### Skupina D
| 24. června 2014 18:00 |        |        |                                                                           |
| Kostarika             | 0 : 0  | Anglie | Estádio Mineirão, Belo Horizonte diváci: 57 823 rozhodčí: Djamel Haimoudi |
|                       | Zpráva |        | Estádio Mineirão, Belo Horizonte diváci: 57 823 rozhodčí: Djamel Haimoudi |

###### Skupina F
| 21. června 2014 18:00 |        |      |                                                                         |
| Argentina             | 1 : 0  | Írán | Estádio Mineirão, Belo Horizonte diváci: 57 698 rozhodčí: Milorad Mažić |
| Messi 90+1'           | Zpráva |      | Estádio Mineirão, Belo Horizonte diváci: 57 698 rozhodčí: Milorad Mažić |

###### Skupina H
| 17. června 2014 18:00    |        |                    |                                                                                   |
| Belgie                   | 2 : 1  | Alžírsko           | Estádio Mineirão, Belo Horizonte diváci: 56 800 rozhodčí: Marco Antonio Rodríguez |
| Fellaini 70' Mertens 80' | Zpráva | Fighúlí 25' (pen.) | Estádio Mineirão, Belo Horizonte diváci: 56 800 rozhodčí: Marco Antonio Rodríguez |

###### Osmifinále
| 28. června 2014 18:00 |            |             |                                                                       |
| Brazílie              | 1 : 1 (PP) | Chile       | Estádio Mineirão, Belo Horizonte diváci: 57 714 rozhodčí: Howard Webb |
| David Luiz 18'        | Zpráva     | Sánchez 32' | Estádio Mineirão, Belo Horizonte diváci: 57 714 rozhodčí: Howard Webb |

|                                        |       | Penaltový rozstřel                 |  |
| David Luiz Willian Marcelo Hulk Neymar | 3 : 2 | Pinilla Sánchez Aránguiz Díaz Jara |  |

###### Semifinále
| 8. července 2014 22:00 |        |                                                                   |                                                                           |
| Brazílie               | 1 : 7  | Německo                                                           | Estádio Mineirão, Belo Horizonte diváci: 58 141 rozhodčí: Marco Rodríguez |
| Oscar 90'              | Zpráva | Müller 11' Klose 23' Kroos 24', 26' Khedira 29' Schürrle 69', 79' | Estádio Mineirão, Belo Horizonte diváci: 58 141 rozhodčí: Marco Rodríguez |

## Olympijské hry 2016
Stadion hostil rovněž 10 zápasů během letních olympijských her v Riu de Janeiru. Čtyři zde odehráli muži (2 skupinové, čtvrtfinálový a o třetí místo) a šest ženy (4 skupinové, čtvrtfinálový a semifinálový).

###### Muži
| Datum          | Domácí      | Výsledek | Hosté       | Fáze turnaje             | Počet diváků |
| -------------- | ----------- | -------- | ----------- | ------------------------ | ------------ |
| 10. srpna 2016 | Alžírsko    | 1 - 1    | Portugalsko | Základní část, Skupina D | 13 787       |
| 10. srpna 2016 | Německo     | 10 - 0   | Fidži       | Základní část, Skupina C | 16 521       |
| 13. srpna 2016 | Jižní Korea | 0 - 1    | Honduras    | Čtvrtfinále              | 36 704       |
| 20. srpna 2016 | Honduras    | 2 - 3    | Nigérie     | O třetí místo            | 9091         |

###### Ženy
| Datum          | Domácí   | Výsledek         | Hosté       | Fáze turnaje             | Počet diváků |
| -------------- | -------- | ---------------- | ----------- | ------------------------ | ------------ |
| 3. srpna 2016  | USA      | 2 - 0            | Nový Zéland | Základní část, Skupina G | 10 059       |
| 3. srpna 2016  | Francie  | 4 - 0            | Kolumbie    | Základní část, Skupina G | 6847         |
| 6. srpna 2016  | USA      | 1 - 0            | Francie     | Základní část, Skupina G | 11 782       |
| 6. srpna 2016  | Kolumbie | 0 - 1            | Nový Zéland | Základní část, Skupina G | 8505         |
| 12. srpna 2016 | Brazílie | 0 - 0 (7–6 pen.) | Austrálie   | Čtvrtfinále              | 52 660       |
| 16. srpna 2016 | Kanada   | 0 - 2            | Německo     | Semifinále               | 5.641        |

## Copa América 2019

###### Skupina A
| 22. června 2019 21:00 |        |                             |                                                                           |
| Bolívie               | 1 : 3  | Venezuela                   | Estádio Mineirão, Belo Horizonte diváci: 8 091 rozhodčí: Esteban Ostojich |
| Justiniano 82'        | Report | Machís 2', 55' Martínez 86' | Estádio Mineirão, Belo Horizonte diváci: 8 091 rozhodčí: Esteban Ostojich |

###### Skupina B
| 20. června 2019 02:30 |        |             |                                                                          |
| Argentina             | 1 : 1  | Paraguay    | Estádio Mineirão, Belo Horizonte diváci: 35 265 rozhodčí: Wilton Sampaio |
| Messi 57' (pen.)      | Report | Sánchez 37' | Estádio Mineirão, Belo Horizonte diváci: 35 265 rozhodčí: Wilton Sampaio |

###### Skupina C
| 17. června 2019 0:00                            |        |         |                                                                            |
| Uruguay                                         | 4 : 0  | Ekvádor | Estádio Mineirão, Belo Horizonte diváci: 13 611 rozhodčí: Anderson Daronco |
| Lodeiro 6' Cavani 33' Suárez 44' Mina 78' (vl.) | Report |         | Estádio Mineirão, Belo Horizonte diváci: 13 611 rozhodčí: Anderson Daronco |

| 25. června 2019 1:00 |        |               |                                                                           |
| Ekvádor              | 1 : 1  | Japonsko      | Estádio Mineirão, Belo Horizonte diváci: 7 623 rozhodčí: Jesús Valenzuela |
| Mena 35'             | Report | Nakadžima 15' | Estádio Mineirão, Belo Horizonte diváci: 7 623 rozhodčí: Jesús Valenzuela |

###### Semifinále
| 3. července 2019 2:30                 |        |           |                                                                          |
| Brazílie                              | 2 : 0  | Argentina | Estádio Mineirão, Belo Horizonte diváci: 55 947 rozhodčí: Roddy Zambrano |
| Gabriel Jesus 19' Roberto Firmino 71' | Report |           | Estádio Mineirão, Belo Horizonte diváci: 55 947 rozhodčí: Roddy Zambrano |